# Sunyani West
Sunyani West är ett distrikt i Ghana.   Det ligger i regionen Brong-Ahaforegionen, i den centrala delen av landet, 300 km nordväst om huvudstaden Accra.